# Linnea Berthelsen
Linnea Berthelsen (Copenhague, 13 de julio de 1993) es una actriz danesa de origen indio. Es más conocida por su interpretación episódica de Kali, la "hermana" de Once en la serie estadounidense de Netflix Stranger Things.

## Biografía
Nacida en Copenhague, donde empieza a actuar, en 2014 se trasladó a Londres para estudiar en la escuela de arte dramático East 15 Acting School.
Hizo su debut en 2014 en el corto Mirrors. Posteriormente siguió actuando en cortos como Natskygge, Dyspno o Cape Fear. En 2015 apareció en la película danesa Hybrid. En 2017, participa en la serie de Netflix, Stranger Things como Kali-Eight.

## Filmografía

### Cine
| Año  | título    | Rol       | Notas |
| ---- | --------- | --------- | ----- |
| 2014 | Mirrors   | Signe     | corto |
| 2014 | Teenland  | Patient   | corto |
| 2014 | Alma      | Alma      | corto |
| 2015 | Hybrid    | Clara     |       |
| 2015 | Natskygge |           | corto |
| 2015 | Aisha     | Aisha     |       |
| 2015 | Dyspno    | Fie       | corto |
| 2015 | Cape Fear | Gabrielle | corto |

### Televisión
| Año  | Título          | Rol          | Notas                 |
| ---- | --------------- | ------------ | --------------------- |
| 2016 | The Desert      | Nurma        | Miniserie; 1 episodio |
| 2016 | Exitium         | Ezra         | Piloto                |
| 2017 | Stranger Things | Kali / Eight | 3 episodios           |